# Mukandgarh
Mukandgarh é uma cidade e um município no distrito de Jhunjhunun, no estado indiano de Rajastão.

## Demografia
Segundo o censo de 2001, Mukandgarh tinha uma população de 17,790 habitantes. Os indivíduos do sexo masculino constituem 51% da população e os do sexo feminino 49%. Mukandgarh tem uma taxa de literacia de 55%, inferior à média nacional de 59.5%: a literacia no sexo masculino é de 68% e no sexo feminino é de 43%. Em Mukandgarh, 18% da população está abaixo dos 6 anos de idade.